# 叶馥荪
叶馥荪（1913年—2001年4月），男，汉族，广西融水人，中华人民共和国医学家，曾任中国抗癌协会副理事长，广西壮族自治区人大常委会副主任。